# Lago Parochlus
El Lago Parochlus (en inglés: Parochlus Lake) es un lago poco profundo en la cabeza del Valle Karrakatta, en el noroeste de Husvik, en la isla San Pedro, perteneciente al archipiélago de las Georgias del Sur. Fue nombrado por el Comité de Topónimos Antárticos del Reino Unido en 1990.